# Carl Loewe
Johann Carl Gottfried Loewe, född 30 november 1796 i Löbejün nära Halle, död 20 april 1869 i Kiel, var en tysk kompositör.
Loewe verkade 1820-1866 som organist och musiklärare vid gymnasium och seminarium i Stettin. Han är känd för sina ballader och tyska lieder för en röst med piano, och har skrivit bortåt 400 sådana. Till skillnad från föregångare som Johann Rudolf Zumsteeg, som behandlade balladen strofiskt i stil med folkvisorna, var Loewe den förste som genomkomponerade texten utifrån samtida musikstil. Bland hans mest kända alster märks Edward (1818), Erlkönig (1818, efter Goethes dikt), Herr Oluf (1823), Heinrich der Vogler (1836), Der Nöck (1857), Archibald Douglas (1857) samt Tom der Reimer (1860). Han framförde ofta sina ballader själv och lär ha haft en ovanligt kraftfull och omfångsrik stämma. Loewe skrev även kammarmusik, operor, oratorier och andliga sånger.

## Eftermäle
Asteroiden 10095 Carlloewe är uppkallad efter honom.